# Bad Influence (música)
«Bad Influence» (Mala influencia) es el cuarto sencillo lanzado por la cantante Pink solo en Australia y Nueva Zelanda del álbum Funhouse Es una canción bastante animada con sonidos rock. También, una de las más aclamadas del álbum. La canción ha tenido bastante éxito en estos 2 países llegando al top 20, sin embargo aún no se ha grabado un video del sencillo

## Lista de canciones
CD Australiano y Aleman y descarga digital
1. "Bad Influence" – 3:35
2. "Please Don't Leave Me" (Digital Dog Radio Edit) – 3:43

## Posicionamiento

### Semanal
| Grafica (2009–2011)                      | Pico de posición |
| ---------------------------------------- | ---------------- |
| Australia (ARIA)                         | 6                |
| Austria (Ö3 Austria Top 40)              | 20               |
| Alemania (Offizielle Deutsche Charts)    | 26               |
| Germany Airplay (Official German Charts) | 1                |
| Países Bajos (Dutch Top 40)              | 13               |
| Países Bajos (Mega Single Top 100)       | 88               |
| Nueva Zelanda (Recorded Music NZ)        | 12               |
| Suiza (Schweizer Hitparade)              | 44               |
| UK Singles (OCC)                         | 123              |